# هتل ریوگیونگ
هتل ریوگیونگ (به کره‌ای: 류경호텔) ، یک آسمان‌خراش نیمه کاره  در پیونگ‌یانگ پایتخت کره شمالی است. این ساختمان با نام هتل ریو-گیونگ یا هتل یو-کیونگ یا ساختمان ۱۰۵ هم شناخته می‌شود که اشاره به طبقات آن نیز دارد.
ساخت و ساز این ساختمان به شکل هرم با ۱۰۵ طبقه از سال ۱۹۸۷ آغاز شد، اما در سال ۱۹۹۲ به دلیل بحران شرایط اقتصادی کره‌شمالی پس از سقوط اتحاد جماهیر شوروی، متوقف شد. از سال ۱۹۹۲ تا سال ۲۰۰۸ این ساختمان بدون پنجره‌ها یا اتصالات داخلی بود. ساخت و ساز مجدد آن پس از ۱۶ سال در سال ۲۰۰۸ از سر گرفته شد و هنوز به پایان نرسیده است.

## معماری
ارتفاع این هتل به ۳۳۰ متر (۱۰۸۰ فوت) می‌رسد که آن را تبدیل به بزرگترین ساختمان در پیونگ‌یانگ و کره شمالی کرده‌است. ساختمان این هتل متشکل از سه بال می‌باشد. از امکانات این ساختمان می‌توان به رستوران گردان، مکان‌های اقامت در هتل، آپارتمان‌ها و امکانات تجارتی اشاره کرد.

## نگارخانه

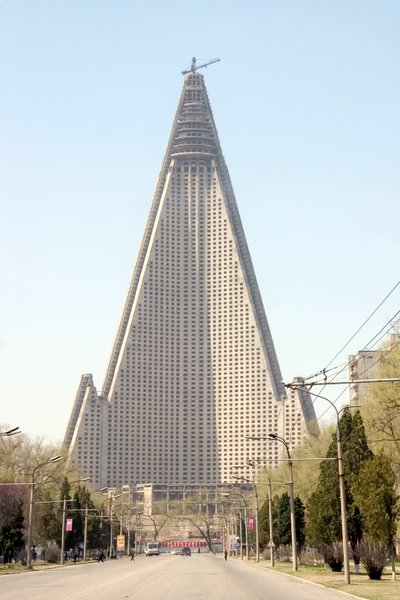
آوریل ۲۰۰۵
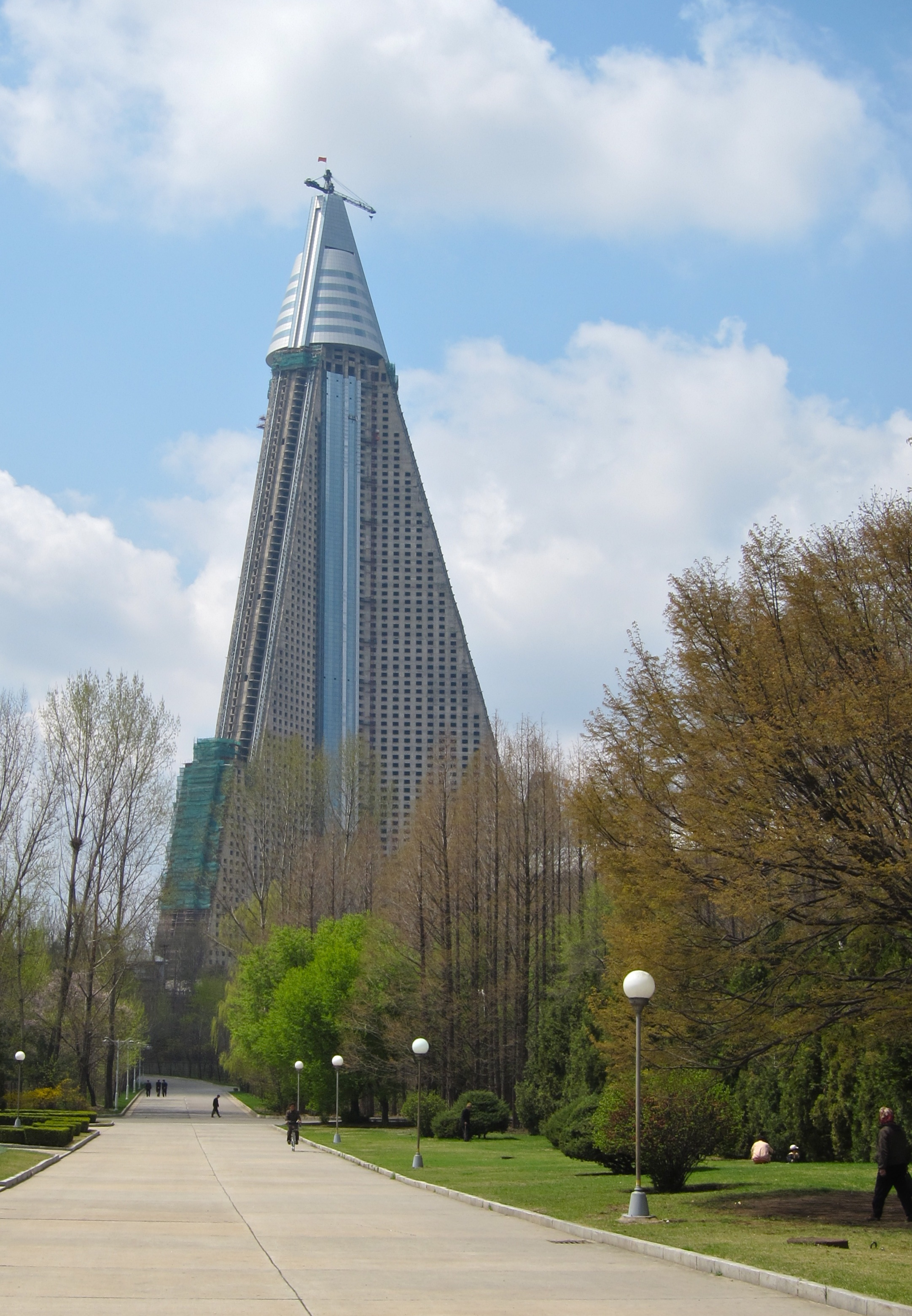
آوریل ۲۰۱۰
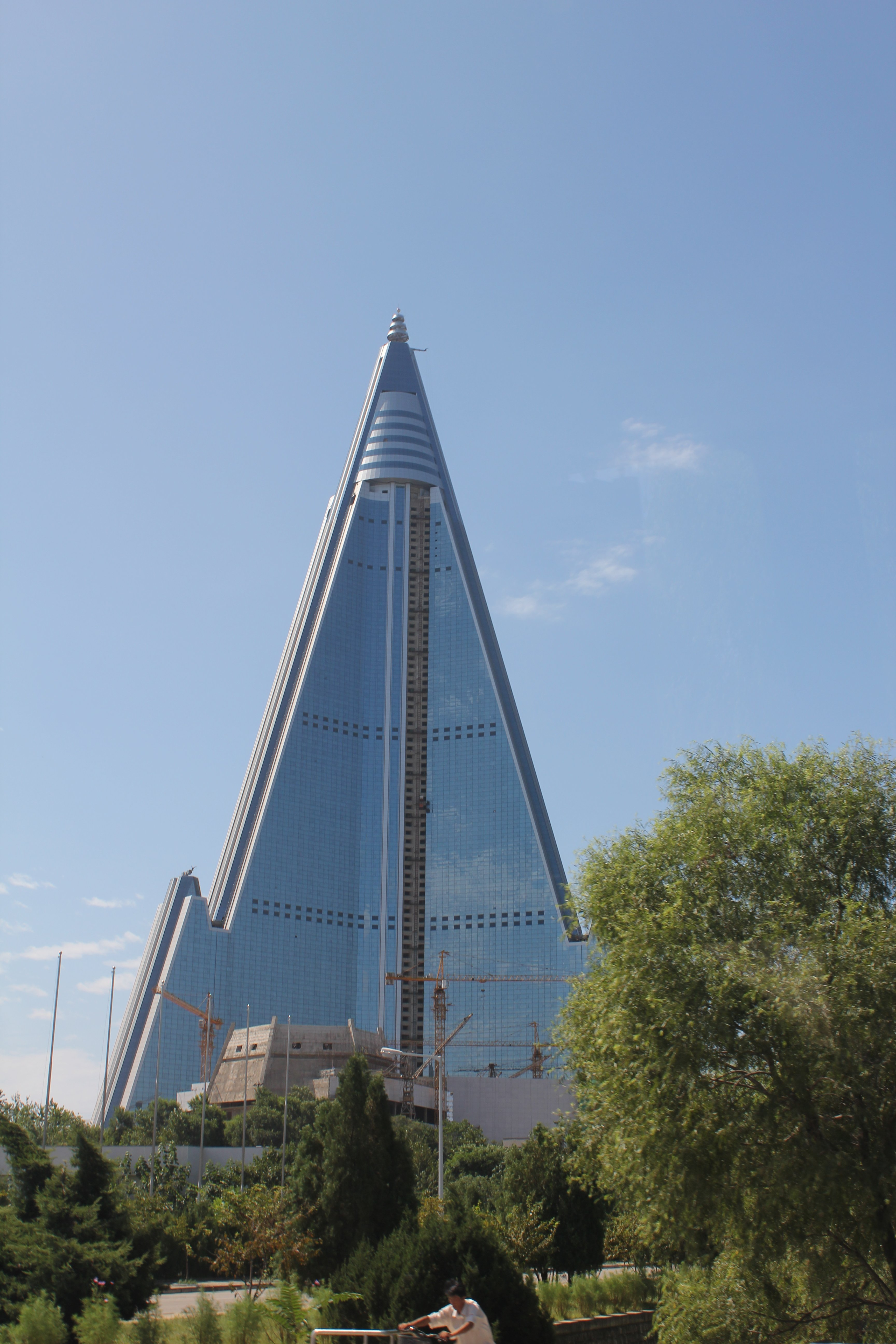
سپتامبر ۲۰۱۱